# NGC 7232B
NGC 7232B is een balkspiraalstelsel in het sterrenbeeld Kraanvogel. Het hemelobject werd op 6 september 1834 ontdekt door de Britse astronoom John Herschel.

## Synoniemen
- ESO 289-9
- PGC 68443